# سیارک ۹۱۷۶
سیارک ۹۱۷۶ (به انگلیسی: 9176 Struchkova، نامگذاری:1990VC15) نه هزار و صد و هفتاد و ششمین سیارک کشف شده‌است که در ۱۵ نوامبر ۱۹۹۰ کشف شد.
قدر مطلق سیارک برابر ۳۸.۹ است.